# تليف الحقن
تليُّف الحقن هو أحد مضاعفات الحقن العضلي، ويحدث خصوصًا عند الرضع والأطفال، وتظهر المضاعفات غالبًا في موقع العضلة رباعية الرؤوس أو ثلاثية الرؤوس العضدية أو الألويَّة؛ وذلك لأنها المواقع الشائعة للحقن العضلي. لا يستطيع المرضى ثني العضلات المصابة بشكل كامل. كما أنَّ هذه الحالة غير مؤلمة، ولكنها تتفاقم تدريجيًا مع مرور الوقت، ويعتمد العلاج النموذجي لها على جراحة العظام.